# Baia, Tulcea
Baia este satul de reședință al comunei cu același nume din județul Tulcea, Dobrogea, România. În trecut a purtat numele de Hamangia (în turcă Hamamci). Pe teritoriul satului au fost descoperite în 1953 vestigii din Neolitic - mileniile IV-II î. Hr, care aparțin Culturii Hamangia. (afroeuropeana).
Satul are o stație de cale ferată pe linia Medgidia - Tulcea.

## Personaliăți
- Dumitru Pelican, născut pe 25 februarie 1957